# Конча (приток Соти)
Ко́нча (устар. Ко́ньша, Конша) — река в России, протекает в Даниловском районе Ярославской области. Устье реки находится по правому берегу реки Соть в 21 км от её устья. Длина реки составляет 45 км, площадь бассейна — 178 км².
Начинается в урочище Муромцево к югу от города Данилов. Течёт на юго-восток. Сельские населённые пункты около реки: Барлово, Глездево, Реброво, Елгинино, Диделово, Косково, Попадьино, Баскаково, Спицино, Ильинское, Поповское, Ивановское, Сафроново, Сухарево.
Крупнейшие притоки: Соня (справа) и Тилгонка (слева).

## Данные водного реестра
По данным государственного водного реестра России относится к Верхневолжскому бассейновому округу, водохозяйственный участок реки — Волга от Рыбинского гидроузла до города Кострома, без реки Кострома от истока до водомерного поста у деревни Исады, речной подбассейн реки — Волга ниже Рыбинского водохранилища до впадения Оки. Речной бассейн реки — (Верхняя) Волга до Куйбышевского водохранилища (без бассейна Оки).
Код объекта в государственном водном реестре — 08010300212110000011641.